# Lingue formosane
Le lingue formosane sono quelle parlate dai popoli indigeni di Taiwan (l'antica Formosa). Gli aborigeni taiwanesi (quelli riconosciuti dal governo) comprendono attualmente circa il 2% della popolazione dell'isola. Tuttavia, assai meno sono quelli ancora in grado di parlare la loro lingua ancestrale, dopo secoli di deriva linguistica. Delle circa ventisei lingue degli aborigeni taiwanesi, almeno dieci sono estinte, altre quattro (forse cinque) sono moribonde, e parecchie altre sono in qualche misura in pericolo.
Le lingue aborigene di Taiwan hanno un importante significato nella linguistica storica, in quanto è probabile che Taiwan fosse il luogo di origine dell'intera famiglia linguistica austronesiana.

## Storia

### Origini
Secondo il linguista Robert Blust, le lingue formosane formano nove dei dieci rami principali della famiglia linguistica austronesiana, mentre il ramo principale rimanente contiene quasi 1.200 lingue maleo-polinesiache che si trovano fuori da Taiwan. Sebbene i linguisti dissentano da alcuni dettagli dell'analisi di Blust, un ampio consenso si è raccolto intorno alla conclusione che le lingue austronesiane si siano originate a Taiwan. Questa teoria è stata rafforzata da recenti studi sulla genetica delle popolazioni umane.

### Storia recente
Tutte le lingue formosane stanno venendo lentamente sostituite dal mandarino standard, culturalmente dominante. Negli ultimi decenni il governo della Repubblica di Cina ha iniziato un programma di rivalutazione della cultura aborigena che comprendeva la reintroduzione della madrelingua formosana nelle scuole taiwanesi. Tuttavia, i risultati di questa iniziativa sono stati deludenti.

## Lista delle lingue
È spesso difficile decidere dove tracciare il confine tra una lingua e un dialetto, il che causa qualche disaccordo tra gli studiosi a proposito dell'inventario delle lingue formosane. C'è ancora più incertezza riguardo agli idiomi parlati da molte tribù formosane estinte o culturalmente assimilate, dal momento che la nostra conoscenza di queste ultime è spesso, al meglio, approssimativa.
Di seguito sono dati esempi frequentemente citati di lingue formosane, ma la lista non deve essere considerata esaustiva.

### Lingue viventi
- Lingua atayal [codice ISO 639-3 tay]
- Lingua bunun [bnn] (elevata diversità tra i dialetti)
- Lingua amis [ami] (elevata diversità tra i dialetti, talvolta considerati lingue separate)
- Lingua kanakanabu [xnb] (moribonda)
- Lingua kavalan [ckv] (elencata in alcune fonti[2] come moribonda, anche se ulteriori analisi potrebbero dimostrare altrimenti[3]
- Lingua nataoran amis (moribonda)
- Lingua paiwan [pwn]
- Lingua puyuma [pyu]
- Lingua rukai [dru] (elevata diversità tra i dialetti)
- Lingua saaroa [sxr] (moribonda)
- Lingua saisiyat [xsy]
- Lingua seediq [tvr] (nota anche come truku)
- Lingua tao [yam] (nota anche come yami); secondo Ethnologue appartiene invece all'altro ramo austronesiano, quello delle lingue maleo-polinesiache[10]
- Lingua thao [ssf] (moribonda)
- Lingua tsou [tsu]

### Lingue estinte
- Lingua babuza [bzg] (nota anche come favorlang, ESTINTA)
- Lingua basay [byq]
- Lingua hoanya
- Lingua ketangalan [kae]
- Lingua makatao
- Lingua popora
- Lingua siraya [fos]
- Lingua taivoan
- Lingua taokas
- Lingua pazeh